# Valezim
Valezim é uma povoação portuguesa sede da Freguesia de Valezim do Município de Seia, freguesia com 10,94 km² de área e 243 habitantes (censo de 2021), tendo, por isso, uma densidade populacional de 22,2 hab./km².
Valezim pertence à rede de Aldeias de Montanha.

## Toponímia
A hipótese mais aceite é que o nome provém de vallecinus (lat. para vale pequeno).

## História
O seu primeiro foral é atribuído em 1201, por D. João de Foyle (ou D. João Fróia), prior do mosteiro de Santa Cruz de Coimbra. O exemplar autógrafo deste Foral encontra-se no mosteiro de Santa Cruz de Coimbra.
Em 1514 é renovado pelo rei D. Manuel I de Portugal, e passa constituir um concelho formado apenas pela freguesia, tendo sido extinto pelo Decreto de 6 de Novembro de 1836 e passando a integrar o concelho de Loriga. Com a extinção deste em 1855, passa a integrar o concelho de Seia, onde ainda pertence.
Em 1866 foi edificada a fábrica de fiação e cardação Cândido Augusto de Albuquerque Calheiros.

## Demografia
A população registada nos censos foi:
| Distribuição da População por Grupos Etários | Distribuição da População por Grupos Etários | Distribuição da População por Grupos Etários | Distribuição da População por Grupos Etários | Distribuição da População por Grupos Etários |
| -------------------------------------------- | -------------------------------------------- | -------------------------------------------- | -------------------------------------------- | -------------------------------------------- |
| Ano                                          | 0-14 Anos                                    | 15-24 Anos                                   | 25-64 Anos                                   | > 65 Anos                                    |
| 2001                                         | 48                                           | 40                                           | 189                                          | 105                                          |
| 2011                                         | 29                                           | 24                                           | 153                                          | 104                                          |
| 2021                                         | 10                                           | 22                                           | 104                                          | 107                                          |

## Economia
As principais atividades económicas da população estão ligadas à agricultura e pastorícia, turismo de habitação e à construção civil.

## Cultura
Possui três capelas: a da Nossa Senhora da Boa Viagem, a da Nossa Senhora da Saúde, a poucos metros da anterior, e a capela do Senhor dos Aflitos. A igreja, no centro da localidade, está dedicada a Nossa Senhora do Rosário.
A sua maior festividade é em honra de Nossa Senhora da Saúde, realizada anualmente, no primeiro Domingo de Setembro.

## Património

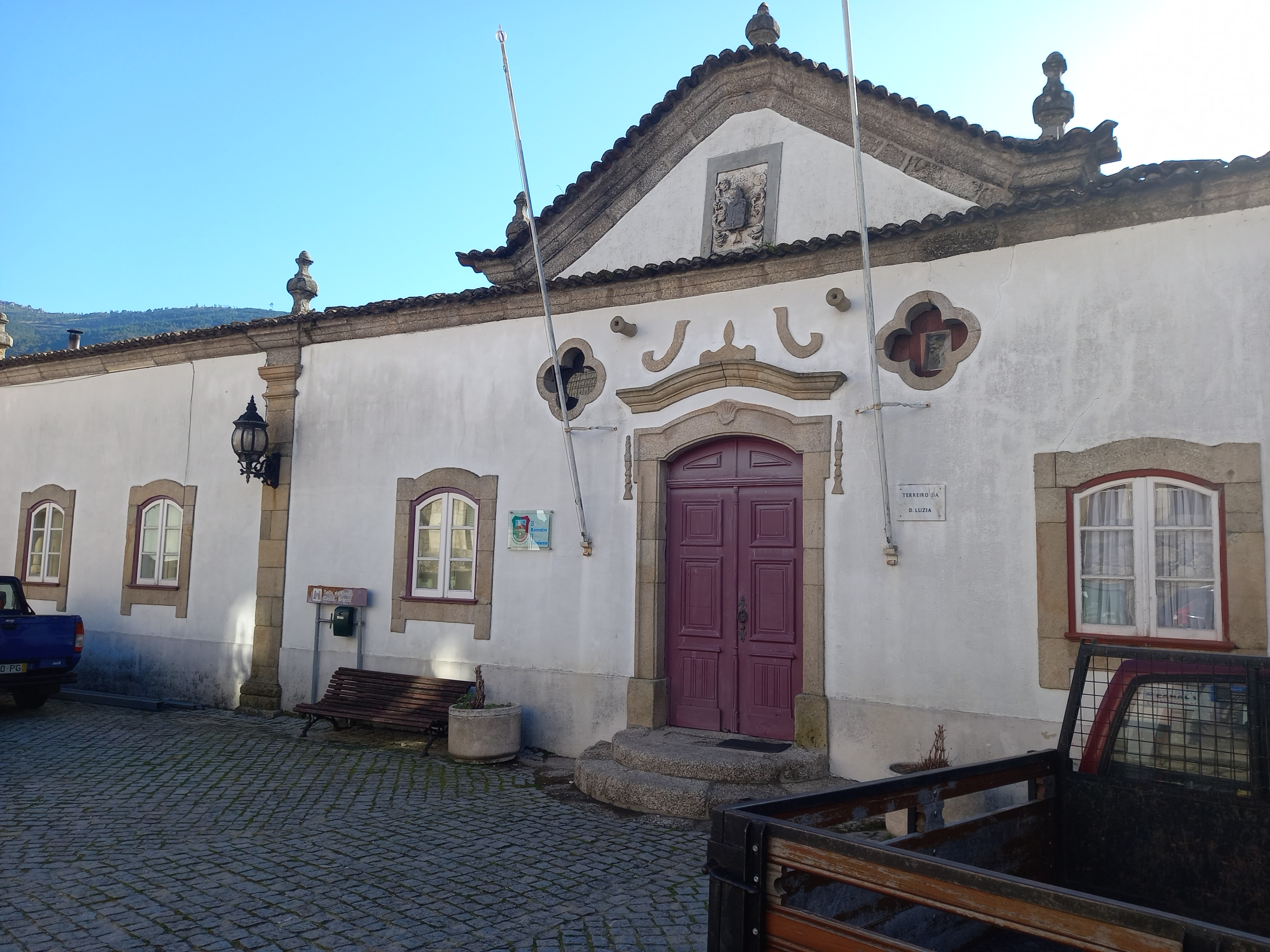
Solar da Família Castelo Branco em Valezim

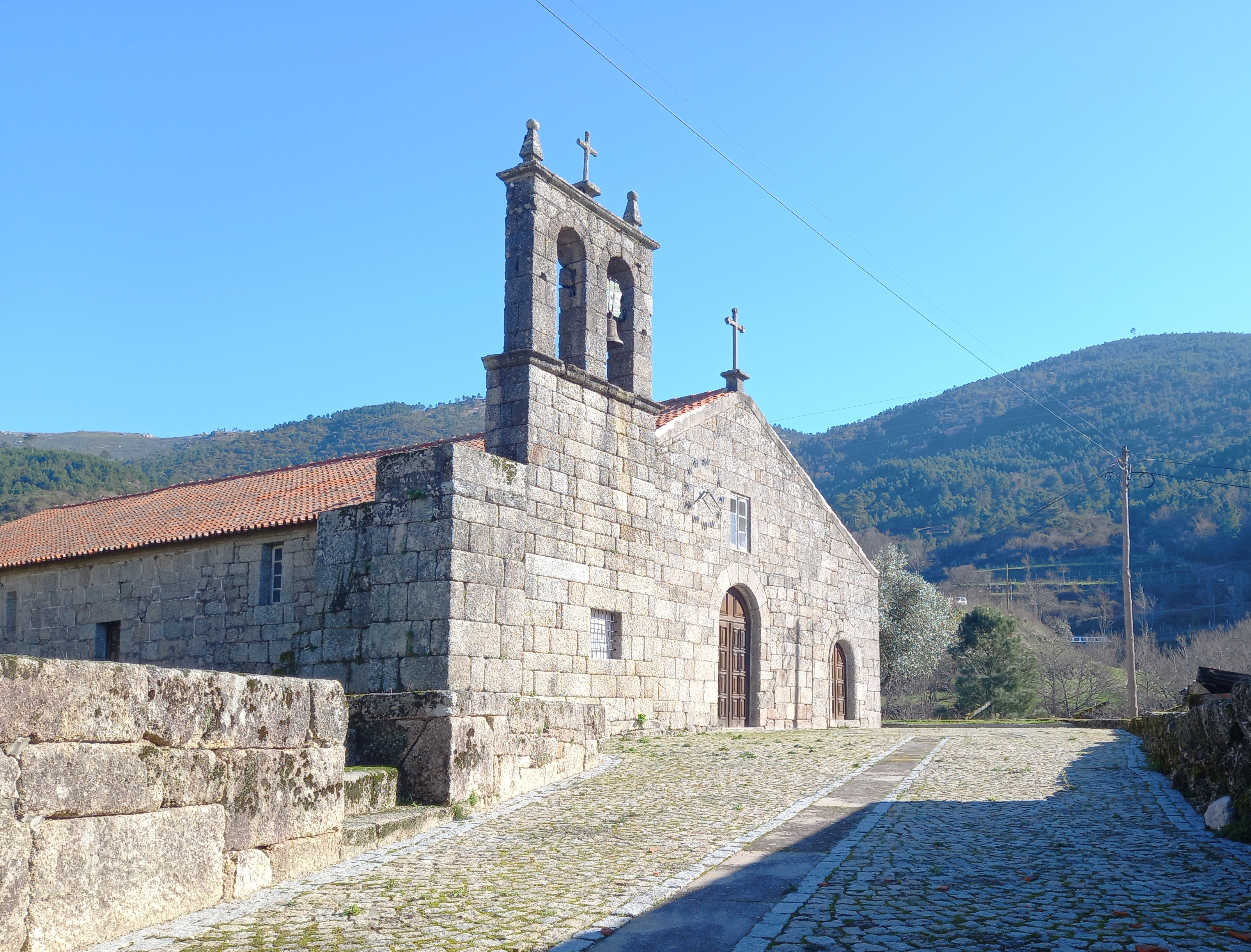
Igreja de Nossa Senhora do Rosário em Valezim

- Pelourinho de Valezim (classificado como Imóvel de Interesse Público[6])
- Restos de um castro
- Viveiros
- Igreja de Nossa Senhora do Rosário (igreja romana)
- Ermida de Nossa Senhora da Saúde
- Capelas de Nossa Senhora da Boa Viagem, do Senhor dos Aflitos e de S. Domingos
- Solar dos Castelo Branco[7]
- Casa do Forno
- Vestígios arqueológicos romanos e castrejos do Monte do Crasto
- Troços de calçada antiga de Darruas e de Romana
- Monte de Crasto

## Personalidades
- Cândido Augusto de Albuquerque Calheiros (1840-1904)